# روبرت د. نيومان
روبرت د. نيومان (بالإنجليزية: Robert D. Newman)‏ هو شاعر أمريكي، ولد في 1951.